# PeruSat-1
PeruSat-1 est un  mini-satellite d'observation de la Terre optique développé pour le Pérou et lancé le 16 septembre 2016 par une fusée Vega d'Arianespace. Le satellite développé à des fins civiles circule sur une orbite héliosynchrone et fournit des images panchromatiques avec une résolution de 0,7 mètre. 

## Historique
Le satellite PeruSat-1 est commandé par le gouvernement péruvien au constructeur européen Airbus Defence and Space en avril 2014 et est développé en un temps particulièrement court (moins de 2 ans). C'est le premier satellite d'observation de la Terre péruvien. Il est mis en œuvre par l'agence spatiale péruvienne CONIDA. le satellite a été placé le 16 septembre 2016 sur une orbite héliosynchrone à une altitude de 695 km par une fusée Vega qui a décollé à 1h47 UTC   depuis le Centre spatial guyanais et qui emportait également 4 micro-satellites SkySat.    

## Caractéristiques techniques
PeruSat-1 est un mini-satellite d'observation de la Terre optique d'une masse de 430 kg ayant une forme parallélépipédique de 1 x 1 x 1,7 mètre. Il utilise une plateforme AstroBus-300 ou AstroBus-S qui constitue une version simplifiée et plus petite de l'AstroBus-500 utilisée pour différents satellites d'observation de la Terre commandés précédemment par d'autres agence spatiales. L'AstroBus-S est une plateforme stabilisée 3 axes dont certains composants (ordinateur embarqué, viseurs d'étoiles, magnéto-coupleurs, antennes) proviennent de la plateforme AS250 du même constructeur et d'autres (structure, système de propulsion, système de production d'énergie, roues de réaction, liaison descendante) de la plateforme Myriade utilisée par l'agence spatiale française, le CNES, pour ses petits satellites scientifiques. Le satellite dispose de deux panneaux solaires déployés en orbite. Sa propulsion est constituée par des moteurs-fusées de 1 newton de poussée brulant de l'hydrazine dont le satellite emporte 28 kg. Les données collectées sont transmises en bande X avec un débit de 180 à 310 mégabits par seconde. La durée de vie du satellite est de 10 ans.

## Charge utile
La charge utile de PeruSat-1est constituée par l'instrument optique NAOMI (New AstroBus Optical Modular Instrument) d'une masse de 150 kg et comprenant l'optique, le plan focal et les composants électroniques. La partie optique est constituée d'un télescope de type Korsch, solution retenue pour sa compacité. Le diamètre de l'ouverture est de 65 cm. Le détecteur est un CCD en silicium de type photodétecteur à report et intégration (TDI) comprenant 4 barrettes pour le bleu, le vert, le rouge et le proche infrarouge et fournissant des images avec une résolution de 2 mètres. Un détecteur de grande taille est utilisé pour les images panchromatiques (450-750 nm) et génère des images avec une résolution de 0,7 mètre pour une fauchée de 20 km de large.